# مايك سكوت (لاعب كرة قاعدة)
مايك سكوت (بالإنجليزية: Mike Scott)‏ هو لاعب كرة قاعدة أمريكي، ولد في 26 أبريل 1955 في سانتا مونيكا في الولايات المتحدة.

## وصلات خارجية
- مايك سكوت على موقعبيزبول رفرنس.كوم (الدوري الرئيسي) (الإنجليزية)
- مايك سكوت على موقع مشجعي الرسوم البيانية (الإنجليزية)
- مايك سكوت على موقع الموسوعة البريطانية (الإنجليزية)